# Oenopota trevelliana
Oenopota trevelliana är en snäckart som först beskrevs av Turton 1834.  Oenopota trevelliana ingår i släktet Oenopota och familjen kägelsnäckor. Inga underarter finns listade i Catalogue of Life.